# Бешеные тётушки
«Бешеные бабушки» (англ. Rabid Grannies, фр. Les mémés cannibales) — бельгийский фильм ужасов с элементами чёрного юмора.

## Сюжет
Две бабушки, Элизабет и Виктория, приглашают родственников и внучат на день рождения (одной из них стукнуло 92). Те прибыли в полном составе, полагая, что забота и внимание к новорождённой отольются золотыми буквами в завещании. Но вскрыт первый подарок и бабушки вместо того, чтобы высказать благодарность, пытаются съесть своих гостей — весьма близких родственников.

## В ролях
- Кэтрин Аймери — Элен
- Даниэль Давен — тётушка Элизабет
- Анн-Мари Фокс — тётушка Виктория
- Каролина Брекман — Сюзи
- Раймон Леско — святой отец

## Восприятие
В 1990 году фильм был номинирован на премию Международного кинофестиваля фантастических фильмов «Фантаспорту» в Португалии.
Сам Эммануэль Кервин считал, что из-за цензурных сокращений дистрибьютора Troma Entertainment фильм стал непонятным, но многие поклонники жанра сочли странную непонятность фильма забавной. По мнению издания Time Out, «дешёвые спецэффекты достаточно эффективны, но персонажи картонные, сюжет невразумительный, а диалоги буквально невыносимы».